# Ludwika Karolina Radziwiłł
Ludwika Karolina Radziwiłł, född 27 februari 1667 i Königsberg, död 25 mars 1695 i Brzeg, var en polsk magnat och furstinna, genom sina äktenskap även markgrevinna av Brandenburg och pfalzgrevinna.

## Biografi
Ludwika Karolina Radziwiłł var en av det dåtida Polen-Litauens största markägare och ägnade sig åt patronatsverksamhet till förmån för kalvinismen och det litauiska språket genom att bland annat finansiera tryckandet av böcker på det litauiska språket, skolverksamhet i kalvinistiska församlingar och stipendier till litauiska studenter i teologi vid Königsbergs universitet. Hon är även känd för att ha blivit stämd av Polens kung för brutet äktenskapslöfte till hans son Jakob Sobieski, en stämning som avslöjades som kungens plan för att kunna konfiskera hennes egendom.
Ludwika Karolina Radziwiłł gifte sig 7 januari 1681 med markgreve Ludvig av Brandenburg, en yngre son till "den store kurfursten" Fredrik Vilhelm av Brandenburg. Fredrik Vilhelm betalade stora mutor till de polska magnaterna för att få äktenskapet godkänt, bland annat genom att framdriva ett polskt veto i sejmen mot ett lagförslag om att hindra henne från att gifta sig utanför landet. Som hemgift i äktenskapet medförde hon Tauroggen (Tauragė) och Serrey (Seirijai), som därmed kom under Brandenburg-Preussens kontroll. Paret var bosatta i Utrecht fram till 1683, då de återvände till det kurfurstliga hovet. Ludvig avled oväntat 7 april 1687 efter en hovbal i Potsdam, och anklagelser om att han förgiftats för att främja sina yngre halvsyskons intressen cirkulerade.
Ludwika Karolina Radziwiłł första korta äktenskap blev barnlöst. Hon gifte efter makens död om sig med pfalzgreven och den blivande kurfursten Karl III Filip av Pfalz i Berlin 10 juni 1688. Paret fick tre döttrar, av vilka endast Elisabeth Augusta Sofia av Pfalz (1693–1728) överlevde till vuxen ålder.